# Teghenik
Teghenik – wieś w Armenii, w prowincji Kotajk. W 2011 roku liczyła 471 mieszkańców.